# Anthropotomie

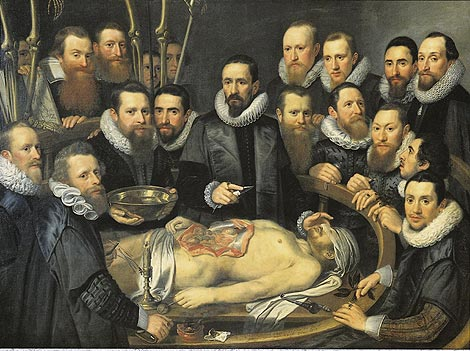
Leçon d'anatomie du docteur Willem van der Meer à Delft, par Michiel Jansz van Mierevelt (1617)

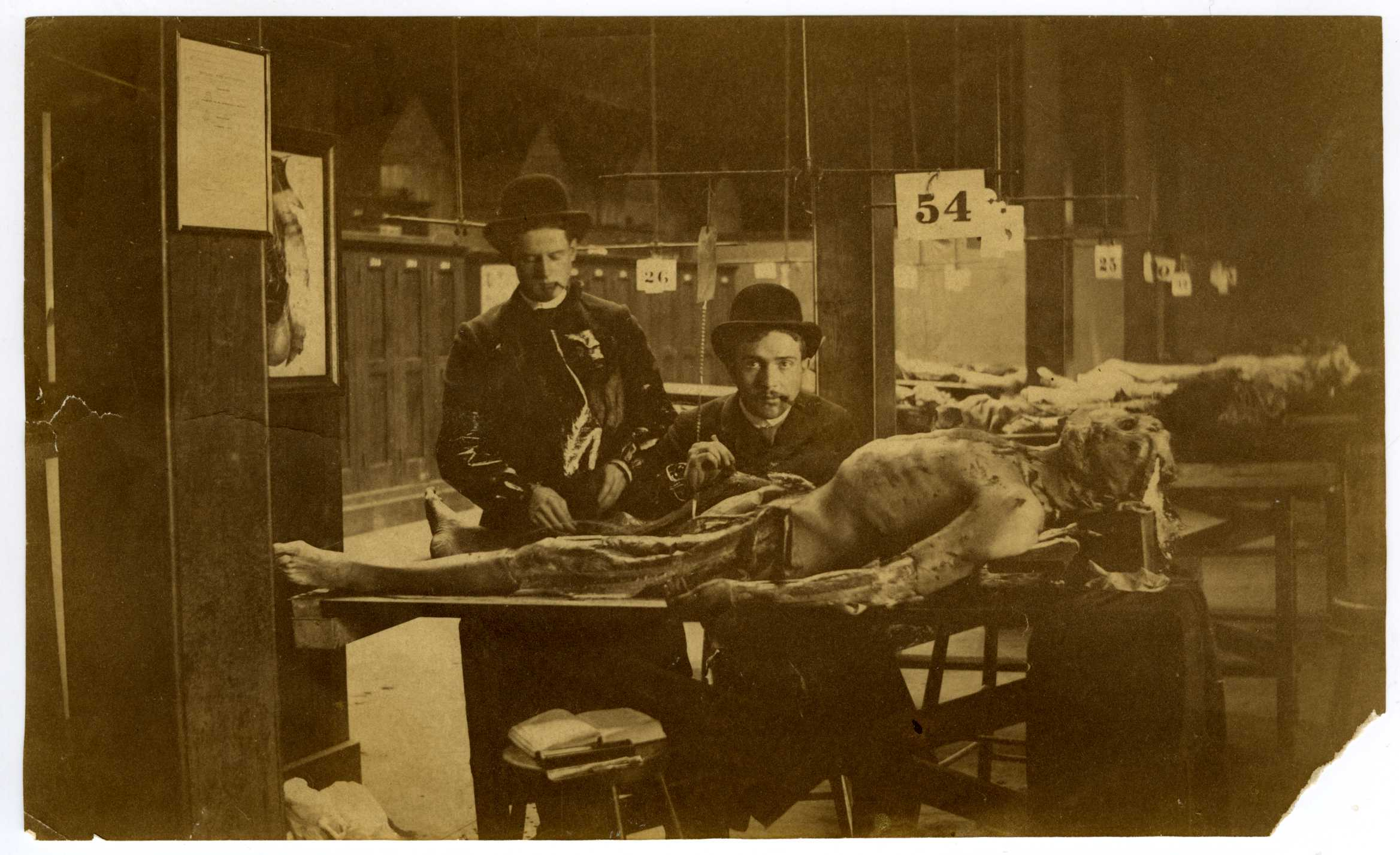
Séance de dissection humaine, au XIXe siècle, probablement aux États-Unis (source : Archives médicales militaires des États-Unis)

L'anthropotomie est la dissection du corps humain.  Lorsqu'elle est commencée alors que le sujet est encore en vie, on parle de vivisection humaine.
Connue pendant une courte période de l'Antiquité grecque à Alexandrie, où officièrent Hérophile d’Alexandrie et Érasistrate, l'anthropotomie  est réapparue en Occident à la fin du XIIIe siècle alors que l'on s'exerçait déjà depuis quelque temps à l'ouverture de cadavres dans le cadre d'opérations telles que des autopsies. Elle permit  le développement d'un savoir de plus en plus précis sur l'anatomie humaine et une remise en cause critique du galénisme, notamment par André Vésale, dès lors que l'on comprit que Galien, qui n'avait disséqué que des animaux, avait transposé à l'homme sans les vérifier ses constatations faites sur des singes .